# Hello! Project
Das Hello! Project (ハロー!プロジェクト, Harō! Purojekuto; oft verkürzt zu ハロー!プロ, Harō! Puro, oder H!P) ist der gemeinsame offizielle Fanclub von mehreren japanischen Idols unter der Kultur-Sparte der Dachgesellschaft UP-FRONT. Das Hello! Project ist vor allem für die Gruppe Morning Musume bekannt, welche seit den späten 1990er Jahren eine der bekanntesten japanischen Idolgruppen ist.
Heutzutage wird das Hello! Project nicht mehr rein als Fanclub der Beteiligten gesehen, sondern als eine Art Zusammenschluss oder eine „Untergesellschaft“ von UP-FRONT, zumal es einen weiteren Fanclub innerhalb des Hello! Projects gibt.

## Geschichte

### Erfolgreiche Anfangszeit 1998–2002
Das Hello! Project wurde im Januar 1998 unter dem Namen Hello! als offizieller, gemeinsamer Fanclub für Morning Musume und die Künstlerin Michiyo Heike gegründet. Im August desselben Jahres gab es ein erstes gemeinsames Konzert. Bereits 1999 wuchs der Zusammenschluss um die Untergruppen Tanpopo und Petitmoni sowie die Gruppen Taiyou to Ciscomoon, Coconuts Musume, Country Musume und Melon Kinenbi und die Solistin Chinatsu Miyoshi. Im April wurde der Fanclub in Hello! Project umbenannt.
Über Castings gelangten immer mehr Mitglieder in das Hello! Project, unter anderem Aya Matsuura im Jahr 2000. Im selben Jahr wurden die ersten sogenannten Shuffle Units geformt: Alle Mitglieder wurden auf insgesamt drei Gruppen aufgeteilt, die jeweils eine Single herausbrachten. Durch diese Verkäufe standen sie im Wettbewerb zueinander. Bis 2005 wurden die Mitglieder jedes Jahr in neue Shuffle Units eingeteilt. Ebenfalls im Jahr 2000 erhielt der Fanclub mit Hello! Morning eine eigene Fernsehsendung auf dem Kanal TV Tokyo.
Der Name Hello! Project wurde zum ersten Mal 2001 in der allgemeinen Öffentlichkeit bekannt. Yuko Nakazawa, bis dahin Leader von Morning Musume, verließ die Gruppe und wurde zum Leader des gesamten Hello! Projects ernannt.

### Haromageddon ab 2002
Mitte des Jahres 2002 wurden große Umstrukturierungen für das Hello! Project angekündigt. Am 31. Juli fand eine entsprechende Konferenz mit dem Produzenten Tsunku im Hotel Nikko Tokyo statt. Aufgrund des Datums werden die Geschehnisse auch als 7/31 Vorfall (7・31事件) beschrieben. Geläufiger ist jedoch die Bezeichnung Haromageddon (ハローマゲドン). Das Kofferwort in Anlehnung an Harmagedon (auf Japanisch ハルマゲドン; Harumagedon) lässt erahnen, dass viele Fans nicht mit den Änderungen einverstanden waren.
Insbesondere die Graduation von Maki Goto aus Morning Musume traf viele Fans schwer und wird bis heute als Zäsur in der Geschichte der Gruppe gesehen, zumal sie zur Zeit ihres Abgangs gerade mal 16 Jahre alt war. Auch die beliebten Untergruppen Minimoni, Tanpopo und Petitmoni verloren ihre beliebtesten Mitglieder und machten einen Stilwechsel durch. Negativ aufgenommen wurde auch die Tatsache, dass plötzlich Mitglieder in die Gruppen kamen, die vorher nicht in Morning Musume tätig waren – was zuvor ein wichtiges Merkmal war. Tanpopo veröffentlichte nur noch eine Single, Petitmoni bekam sogar nur ein Lied auf einer Kompilations-CD. Danach verschwanden beide Untergruppen für mehrere Jahre von der Bildfläche. Michiyo Heike verließ den Fanclub komplett. Das Debüt der Hello Pro Kids, aus welchen später die Gruppen Berryz Kobo und °C-ute hervorgehen sollten, wurde besonders kritisch gesehen: Bestand der Zusammenschluss zuvor vor allem aus Teenagern und Erwachsenen, standen jetzt mehrere Kinder im Grundschulalter auf der Bühne. Entsprechend schlecht verkauften sich die Veröffentlichungen beider Gruppen in den ersten Jahren.
Die Unsicherheit über die Änderungen war ebenfalls ein großes Thema. Sie wurden nicht auf einmal angekündigt, sondern stufenweise durchgeführt. Die Mitglieder selbst wussten oft nicht über die Planungen Bescheid. In einer Folge der Radiosendung „Young Town Doyoubi“ antwortete Yuko Nakazawa auf Nachfragen mit „Wir wissen von nichts, bitte fragen Sie den Präsidenten [von UP-FRONT]“.
Die Verkaufszahlen aller Gruppen im Hello! Project sanken daraufhin, wobei diese Veränderung auch bei anderen Künstlerinnen und Künstlern in Japan zu beobachten ist und zum Teil am veränderten Konsumverhalten der japanischen Bevölkerung lag. Hierbei ist zu beachten, dass die Oricon-Charts, das wichtigste Chart-System der japanischen Musikindustrie, bis 2017 nur den Verkauf physischer Kopien zählten, die japanische Bevölkerung jedoch schon in den frühen 2000er Jahren Musik auf ihr Mobiltelefon herunterladen konnte.

### Elder Club und Wonderful Hearts 2006–2009
Mit dem Debüt von Berryz Koubou, °C-ute und v-u-den wuchs das Hello! Project auf eine Größe, welche die Organisation von Events und Konzerten unmöglich machte. Für eine bessere Koordination wurde es stattdessen in zwei Gruppen eingeteilt: Wonderful Hearts beinhaltete das „junge“ Hello! Project, die minderjährigen Mitglieder sowie die Hauptgruppe Morning Musume. Auch das Trainingsprogramm Hello Pro Egg wurde dazugezählt. Unter dem Elder Club fanden sich hingegen die erwachsenen Mitglieder des Hello! Projects wieder, wie zum Beispiel die Solistinnen und ehemalige Mitglieder von Morning Musume.
Das Projekt startete in den Folgejahren mehrere Expansionsversuche im In- und Ausland. In Japan selbst baute man bereits 2005 die Unterabteilung Hello Pro Kansai auf. Aus ihr stammen die Sängerin Irori Maeda, die Gruppe SI☆NA und mehrere Mitglieder, die später zu den Hello! Pro Kenshūsei wechselten. Zu den Bekanntesten gehört Akari Uemura, Leader von Juice=Juice. Hello Pro Kansai änderte seinen Namen 2008 in UP-FRONT KANSAI um. Ihr einziger noch aktiver Akt, Lovelys, tritt häufig bei Hello! Project-Konzerten in der Kansai-Region auf.
Umfangreicher war das Engagement in Taiwan. Nachdem Morning Musume im März 2007 mit Li Chun und Qian Lin ihre ersten chinesischen und damit ihre ersten und einzigen nicht-japanischen Mitglieder überhaupt bekamen, startete das Hello! Project 2008 die Unterabteilung Hello Pro Taiwan. Aus einem Casting debütierten die Gruppen Ice Creamusume und Frances & Aiko. Während letztere moderaten Erfolg in Taiwan hatten, konnte Ice Creamusume nie Fuß im Musikgeschäft fassen. 2012 wurde jeder Hinweis auf Hello Pro Taiwan von der offiziellen Website des Hello! Projects gelöscht. Weniger bekannt ist, dass das Hello! Project im Jahr 2009 auch ein Casting in Südkorea veranstaltete. Die Gewinnerin Jang Daeyon (장다연) war bei einigen wenigen Konzerten als Hintergrundtänzerin aktiv und nahm an einem S/mileage-Casting teil, verließ die Agentur UP-FRONT jedoch 2013 ohne weiteres Engagement.
2008 war das erste Mal seit zehn Jahren, dass Morning Musume nicht am Jahresendprogramm Kōhaku Uta Gassen teilnahm. Die Gruppe kam seitdem nicht mehr zurück. Einzig Satoda Mai von Country Musume wurde in die Sendung eingeladen und war damit das letzte Mitglied des Hello! Projects, das in dieser auftrat.
2009 stellte eine Zäsur in der Geschichte des Fanclubs dar. Am Ende der Wintertour traten die Wonderful Hearts und der Elder Club zusammen in einem Konzert auf, um letzteren zu verabschieden. Alle Mitglieder des Elder Clubs verließen nach dem Konzert das Hello! Project und Yuko Nakazawa übergab die Leitung an Ai Takahashi. Das Jahr brachte jedoch auch positive Entwicklungen. Die Gruppe S/mileage debütierte im April 2009 und erfreute sich schnell großer Beliebtheit. Im Laufe des Jahres kamen die Untergruppen Tanpopo, Minimoni und Petitmoni sowie ZYX, Aa! und v-u-den mit neuer Besetzung und neuen Liedern zurück. Unter dem Namen Chanpuru (チャンプル) veröffentlichten sie ein Album. Für die Musical-Adaption „Cinderella the Musical“ wurde zudem die Gruppe High-King gegründet.

### Mobekimasu, COOL HELLO und neue Gruppen 2010–2015
Ohne ihren Counterpart lösten sich die Wonderful Hearts im Jahr 2010 auf. 2011 wurden die Mitglieder des Hello! Projects unter dem Namen Mobekimasu zusammengeführt, um eine Single und mehrere DVDs zu veröffentlichen. Der Name setzt sich aus den Anfangssilben der beteiligten Gruppen und der Solistin Erina Mano zusammen:
- Mo für Morning Musume
- Be für Berryz Koubou
- Ki für °C-ute
- Ma für Erina Mano
- Su für S/mileage

Mit der Graduation von Mano im Jahr 2013 wurde der Name aufgegeben.
Im September 2011 verließ Ai Takahashi das Hello! Project und gab die Leitung an Risa Niigaki weiter, welche jedoch kurze Zeit später ebenfalls ging. Neuer Leader war seitdem Morning Musumes Sayumi Michishige.
Seit 2012 betreibt die UP-FRONT Agentur mehrere Umweltprojekte unter den Namen SATOYAMA movement und SATOUMI movement. Für diese Projekte wurden weitere Musikgruppen gegründet. In der Fernsehsendung Hello! SATOYAMA Life lernten die Mitglieder des Hello! Projects mehrere landwirtschaftliche Tätigkeiten, wie die Aussaat von Gemüse, Helfen bei der Ernte oder handwerkliche Arbeiten wie das Weben von Stoffen. Das Satoyama-Projekt betreibt alljährlich Verkaufsstände am Veranstaltungsort der Hinafes-Konzerte, bei denen auch Mitglieder des Hello! Projects beim Verkauf der landwirtschaftlichen Erzeugnisse helfen.
Nach einigen Jahren ohne besondere Vorkommnisse brachte das Jahr 2013 grundlegende Neuerungen. Im Januar bekam das Hello! Project mit Hello! Project Station den wichtigsten Youtube-Kanal des Fanclubs, auf dem wöchentlich Interviews und die neuesten Musikvideos veröffentlicht werden. Einen Monat später wurde das Debüt der Gruppe Juice=Juice bekanntgegeben. Sie war die erste von vielen, die innerhalb der nächsten zwei Jahre folgen sollten. Ebenfalls im Februar verließ mit Erina Mano die letzte Solistin das Hello! Project. Im Juli änderte das Projekt zum ersten Mal sein Logo: Statt des spielerischen Doppel-Ls in Form von zwei großen Augen nutzt der Fanclub nun ein blaues Rechteck mit der Aufschrift „Hello Project since 1998“. Diese Veränderung stand ganz im Stil der neuen „COOL HELLO“-Bewegung. Das Merchandise des Fanclubs wurde minimalistischer. Während bei früheren Konzert-T-Shirts die gesamte Vorderseite bedruckt war, erhielten neue Kleidungsstücke nur eine kurze Aufschrift auf Brusthöhe. Auch die Musik der einzelnen Gruppen änderte sich: Der Fokus lag nun auf Choreographien und ernsteren Texten, während man früher noch für teils alberne und überraschende Texte und Kostüme bekannt war. Auch die Gruppen- und Profilbilder zeigten die Mitglieder nun mit ernsterer Mimik. Dieser Wechsel kam nicht bei allen Fans gut an und sorgte für viele Diskussionen in Fanforen.
Das Jahr 2014 machte noch deutlicher, dass das Management einen Image-Wechsel anstrebte. Im August verkündete Saki Shimizu, dass die Gruppe Berryz Koubou zu ihrem elfjährigen Jubiläum 2015 ihre Aktivitäten einstellen würde. Im Oktober trat Tsunku als Produzent des Hello! Projects zurück. Bei ihm war Anfang des Jahres Kehlkopfkrebs festgestellt worden und er entschied sich dazu, sich auf seine Genesung zu konzentrieren. In einem Interview im Jahr 2018 gab er jedoch zu, dass nicht nur seine Gesundheit der Grund für seinen Rücktritt waren: Er und das Management von UP-FRONT hatten unterschiedliche Vorstellungen darüber, wie das Hello! Project weitergehen sollte. Er schreibt bis heute einen Teil der Lieder, insbesondere für Morning Musume, hat jedoch keinen Einfluss mehr auf die Stilrichtung der Gruppen.
Einen Monat später verließ Sayumi Michishige das Hello! Project. Sie hielt bis 2021 den Rekord der längsten Mitgliedschaft in Morning Musume mit über elf Jahren, bis sie von Mizuki Fukumura und Erina Ikuta eingeholt wurde. Ihre Nachfolgerin als Leader wurde Maimi Yajima von °C-ute. Mit ihr übernahm zum ersten Mal eine Person die Leitung, die kein Mitglied von Morning Musume war. Im gleichen Monat debütierte die Gruppe Country Girls. Zum Ende des Jahres änderte die Gruppe S/mileage ihren Namen in ANGERME um.
Das neue Jahr begann mit den nächsten Debüts: Im Januar 2015 wurde die Gruppe Kobushi Factory angekündigt, im April ihre Schwestergruppe Tsubaki Factory.

### Seit 2016: Hokkaido, 20-jähriges Jubiläum und COVID-19
Im Juli 2016 startete das Hello! Project einen neuen Unternehmenszweig auf Hokkaido. Bereits in der Vergangenheit hatte der Fanclub Beziehungen zur nördlichsten Insel Japans, unter anderem basierte die Gruppe Country Musume auf dem lokalen Farmleben. Damit insbesondere die Trainees aus dieser Region nicht den weiten Weg nach Tokyo antreten mussten, wurden in Sapporo die Hello! Pro Kenshūsei Hokkaido gegründet. Leader vor Ort wurde Manaka Inaba, welche aufgrund einer Asthma-Erkrankung ihre Aktivitäten in Tokyo einstellen musste.
Nur einen Monat später verkündete die Gruppe °C-ute das Ende ihrer Tätigkeiten für das folgende Jahr. Yajimas Nachfolgerin wurde Ayaka Wada von ANGERME. Damit erhielt zum ersten Mal ein ehemaliges Trainee-Mitglied diese Position. Mizuki Fukumura von Morning Musume wurde zum Sub-Leader ernannt.
Im Juni 2017 stellten °C-ute und die Untergruppe Buono ihre Aktivitäten ein. Ebenfalls Ende Juni verließ Momoko Tsugunaga das Hello! Project. Sie war nach dem Ende von Berryz Koubou geblieben, um die Mitglieder von Country Girls zu begleiten. Ihr Abschiedskonzert fand am 15. Jahrestag ihres Debüts mit den Hello Pro Kids statt. Mit dieser Amtszeit hält sie den aktuellen Rekord im Hello! Project. Für Country Girls folgten jedoch turbulente Zeiten: die Gruppe war nur noch an Wochenenden und in den Ferien aktiv, während einige Mitglieder gleichzeitig in andere Gruppen aufgeteilt wurden:
- Chisaki Morito kam zu Morning Musume,
- Nanami Yanagawa wurde Teil von Juice=Juice,
- Musubu Funaki trat ANGERME bei,
- Risa Yamaki wurde einige Zeit später Mitglied bei der Unidol-Gruppe „College Cosmos“,
- Mai Ozeki blieb als einziges Mitglied exklusiv bei Country Girls.[24]

Das Jahr 2018 stand ganz unter dem zwanzigjährigen Jubiläum des Hello! Projects. Es kam zu verschiedenen Events und Konzerten mit ehemaligen Mitgliedern, unter anderem mit der Wiedervereinigung von W. Einige Monate später debütierte die Band Beyooooonds. Ende des Jahres verließ Wada das Hello! Project und gab die Leitung am Fukumura weiter; ihr neuer Sub-Leader wurde Akari Takeuchi von ANGERME. Nach den vielen Debüts der Jahre zuvor beendeten mit Country Girls 2019 und Kobushi Factory 2020 zwei Gruppen ihre Aktivitäten.
Das Abschiedskonzert von Kobushi Factory am 30. März 2020 stand unter keinem guten Stern: Aufgrund der Covid-19-Pandemie musste das Konzert ohne Zuschauer stattfinden. Es war der Beginn der Corona-Maßnahmen, die die japanische Unterhaltungsbranche bis Frühjahr 2023 prägen sollten. Zwar durften Konzerte bald wieder mit Publikum stattfinden; für die Konzerthallen wurden jedoch nur noch die Hälfte der Platzkarten verkauft, um einen Sicherheitsabstand zu ermöglichen. Alle Zuschauerinnen und Zuschauer mussten einen Mund- und Nasenschutz tragen und durften nicht, wie sonst üblich, mitsingen oder Call and Response betreiben. Auch durfte man sich während des Konzertes nicht mehr länger als nötig, zum Beispiel zum Verlassen des Platzes, hinstellen und musste auf seinem Sitz verweilen. Diese Maßnahmen wurden erst im Mai 2023 aufgehoben.
Um die Mitglieder auf der Bühne zu schützen, fanden die Sommerkonzerte des Hello! Projects 2020 als Solo-Auftritte statt: Sie wurden in drei Gruppen aufgeteilt, sodass nie alle Mitglieder des Hello! Projects gleichzeitig an einem Veranstaltungsort waren. Dann führten sie jeweils ein Solo vor. Alle Soli waren Cover von Künstlerinnen und Künstlern, die nicht Mitglied des Hello! Projects waren. Es gab jedoch pro Konzert ein Lied, das die Gruppe zusammen vorführte, das Lied 365nichi no Kamihikouki der Gruppe AKB48. Dazu wurden 2020 und 2021 das Hello! Pro Solo Fes veranstaltet, eine Fernsehsendung, bei der die Mitglieder gegeneinander einzeln Lieder aus dem Hello! Project vortrugen. Die Siegerin bekam einen Pokal und die Erlaubnis, eine Fernsehsendung mit der eigenen Gruppe zu produzieren. 2021 ersetzten Vorstellungen in Kleingruppen von drei bis vier Personen die Solo-Vorträge. Seit den Jahresendkonzerten 2021 treten die Gruppen wieder in ihrer normalen Besetzung auf; die Hello-Project!-Konzerte finden jedoch nur mit zwei Gruppen gleichzeitig statt.
Im März 2021 wurde die vorläufig neueste Gruppe des Hello! Projects angekündigt: Aus der Hello! Pro Kenshūsei Unit wurde OCHA NORMA. Die Gruppe wurde in den folgenden Monaten durch weitere Mitglieder der Hello! Pro Kenshūsei sowie zwei Gewinnerinnen eines Castings ergänzt. Der Kern von OCHA NORMA war zuvor als Hello Pro Kenshuusei Unit aktiv. Diese Untergruppe wurde kurz nach dem Debüt von OCHA NORMA mit neuen Mitgliedern des Trainee-Programms besetzt.

## Gruppen
- Hauptgruppen
  - Morning Musume
  - ANGERME
  - Juice=Juice
  - Tsubaki Factory
  - Beyooooonds
  - OCHA NORMA
- Hello! Pro Kenshūsei
- Hello! Pro Kenshūsei Hokkaidō (inaktiv)

## Leader
Leader
| #  | Leader            | Gruppe         | Zeitspanne                            |
| -- | ----------------- | -------------- | ------------------------------------- |
| 1. | Yuko Nakazawa     | Morning Musume | 15. April 2001 – 31. März 2009        |
| 2. | Ai Takahashi      | Morning Musume | 1. April 2009 – 30. September 2011    |
| 3. | Risa Niigaki      | Morning Musume | 1. Oktober 2011 – 18. Mai 2012        |
| 4. | Sayumi Michishige | Morning Musume | 19. Mai 2012 – 26. November 2014      |
| 5. | Maimi Yajima      | °C-ute         | 27. November 2014 – 31. Dezember 2016 |
| 6. | Ayaka Wada        | ANGERME        | 1. Januar 2017 – 18. Juni 2019        |
| 7. | Mizuki Fukumura   | Morning Musume | 19. Juni 2019 – 29. November 2023     |

Seit der Graduation von Fukumura hat das Hello! Project keinen Leader.
Sub-Leader
| #  | Sub-Leader      | Gruppe         | Zeitspanne                     |
| -- | --------------- | -------------- | ------------------------------ |
| 1. | Kei Yasuda      | Morning Musume | 5. Mai 2003 – 31. März 2009    |
| 2. | Mizuki Fukumura | Morning Musume | 1. Januar 2017 – 18. Juni 2019 |

## Ehemalige Gruppen (Auswahl)
- Berryz Kobo (Berryz工房; 2004–2015): Langlebige Gruppe gegründet aus den Hello! Pro Kids, den Vorgängern der Kenshūsei.
- Buono! (2007–2017): Gruppe aus Mitgliedern von °C-ute und Berryz Kobo. Viele ihrer Songs waren Titellieder zu Anime und anderen Sendungen.
- Coconuts Musume (ココナッツ娘｡; 1999–2008): Der überwiegende Teil der Mitglieder stammte aus Hawaii. Von Mai 2004 bis April 2008 wurde das letzte Mitglied Ayaka (アヤカ) unter dem Gruppennamen geführt.
- °C-ute (2005–2017): Gruppe aus den Resten der Hello! Pro Kids und inoffiziell die „Rivalen“ von Berryz Kobo.
- Country Musume/Country Girls (カントリー娘。/カントリー・ガールズ; 1999–2009 und 2014–2019): Zunächst als Hokkaido-Lokalgruppe gegründet, um das Landleben zu besingen. Wurde 2014 unter dem ehemaligen Berryz Kobo-Mitglied Momoko Tsugunaga wiederbelebt.
- Kobushi Factory (こぶしファクトリー; 2015–2020): Gegründet aus Mitgliedern der Hello! Pro Kenshūsei als Nachfolgegruppe von Berryz Kobo. Schwestergruppe von Tsubaki Factory.
- Melon Kinenbi (メロン記念日; 1999–2010): Die einzige Hauptgruppe, die während ihrer Existenz keinen Mitgliederwechsel hatte.
- Minimoni (ミニモニ; 2000–2004): Eine an Kinder gerichtete Subgroup, die oft Lieder zu Hamtaro-Filmen beisteuerte.
- Petitmoni/Pucchi Moni (プッチモニ; 1999–2003): Nach Tanpopo die zweite Subgroup, die zunächst nur Morning Musume-Mitglieder beinhaltete.
- Taiyō to Ciscomoon/T&C Bomber (太陽とシスコムーン/T&Cボンバー; 1999–2000/2008–2009): Eine kurzlebige Hauptgruppe, die sich ein paar Jahre später nochmal für ein Album und Konzerte vereinte.
- Tanpopo (タンポポ; 1998–2003): Die erste überhaupt gebildete Subgroup des Hello! Project.[31]
- v-u-den (美勇伝; 2004–2008): Eine aus drei gut aussehenden Mädchen bestehende Hauptgruppe.
- W (ダブルユー; 2004–2007): Ein populäres Duo, das aus zwei ehemaligen Morning Musume-Mitgliedern bestand.
- ZYX (2003): Mit dieser Subgroup wurden die Hello! Project-Kids (die heutigen Bands Berryz Koubou und °C-ute) erstmals gefördert.